# آپاتیو
آپاتیو (به انگلیسی: Apatiu)، ریزابه چپ از ملش در رومانی می‌باشد. این رود به ملش در نوشنی می‌ریزد. طول آن ۲۵ کیلومتر است و مساحت حوضه آبریز آن ۱۷۴ کیلومتر مربع است.